# Albert Malbois
Pour les articles homonymes, voir Malbois.
Albert Malbois, né le 17 novembre 1915 à Versailles et mort le 12 février 2017 à Saint-Germain-en-Laye, est un prélat catholique français, évêque d'Évry Corbeil-Essonnes de 1966 à 1977.

## Biographie
Albert Malbois est ordonné prêtre le 29 juin 1938 pour le diocèse de Versailles.
Nommé évêque auxiliaire du diocèse de Versailles le 9 mars 1961, il est consacré le 22 avril suivant par le cardinal Alexandre Renard.
Le 9 octobre 1966, il est nommé premier évêque du nouveau diocèse de Corbeil-Essonnes, créé peu après les nouveaux départements de la région parisienne. Il se retire de sa charge épiscopale le 13 septembre 1977, à l'âge de 61 ans, et devient évêque émérite du diocèse. C'est Guy Herbulot qui lui succède à la tête du diocèse.
Avec le décès de Géry Leuliet le 1er janvier 2015, il devient le plus âgé des évêques français. Onze mois plus tard il franchit le cap des 100 ans le 17 novembre 2015. Il meurt le 12 février 2017 à l'âge de 101 ans. Il est le premier évêque inhumé dans la crypte de la cathédrale d’Évry.

## Distinctions et décorations
- Officier de l'ordre national du Dahomey (1963)[2].